# Chenguan (ort i Kina, Shandong Sheng, lat 37,25, long 118,43)
Chenguan (kinesiska: 陈官乡, 陈官) är en ort i Kina. Den ligger i provinsen Shandong, i den östra delen av landet, omkring 140 kilometer nordost om provinshuvudstaden Jinan. Antalet invånare är 20 256. Befolkningen består av 10 269 kvinnor och 9 987 män. Barn under 15 år utgör 18,0 %, vuxna 15-64 år 70 %, och äldre över 65 år 10,0 %.
Runt Chenguan är det tätbefolkat, med 442 invånare per kvadratkilometer. Det finns inga andra samhällen i närheten. Trakten runt Chenguan består till största delen av jordbruksmark.
Genomsnittlig årsnederbörd är 698 millimeter. Den regnigaste månaden är juli, med i genomsnitt 278 mm nederbörd, och den torraste är januari, med 7 mm nederbörd.